# Rafael Macedo de la Concha
Rafael Marcial Macedo de la Concha (Ciudad de México, 6 de mayo de 1950) es un militar, abogado y político mexicano, que se desempeñó como procurador general de la República de 2000 a 2005, en el sexenio del presidente Vicente Fox. 

## Biografía
Vivió en su infancia en la colonia industrial.
Es licenciado en Derecho egresado de la Universidad Nacional Autónoma de México y general de brigada de Justicia Militar egresado del Colegio Militar. Ocupó los cargos de asesor jurídico de la Presidencia de la República, subjefe de asesoría jurídica del Estado Mayor Presidencial, director jurídico, fiduciario y adjunto del Banco Nacional del Ejército, Fuerza Aérea y Armada (BANJERCITO) y procurador general de Justicia Militar de 1994 a 2000, periodo durante el cual encarceló a varios generales acusados de complicidad con el narcotráfico.
En el 2000 el presidente Vicente Fox lo propuso al Senado como procurador general de la República, siendo aprobada su designación, durante su periodo lideró el combate al narcotráfico, logrando varios golpes de importancia. En 2005 encabezó con su dependencia el proceso judicial por desacato en contra del Jefe de Gobierno del Distrito Federal, Andrés Manuel López Obrador, que llevó finalmente a su desafuero, tras las protestas populares contra este hecho, renunció al cargo el 27 de abril de 2005 y posteriormente fue designado agregado militar en la Embajada de México en Italia.